# Маковичівська сільська рада
| Маковичівська сільська рада — сільська рада у Турійському районі Волинської області з адміністративним центром у селі Маковичі. Сільській раді підпорядковані населені пункти: - с. Маковичі - с. Липа - с. Мочалки - с. Осекрів - с. Серкізів |

## Склад ради
Рада складається з 16 депутатів та голови.

### Керівний склад ради
| ПІБ                         | Основні відомості                                                                                  | Дата обрання | Дата звільнення |
| --------------------------- | -------------------------------------------------------------------------------------------------- | ------------ | --------------- |
| Давидюк Василь Іванович     | Сільський голова, 1959 року народження, освіта, член народної партії                               | 26.03.2006   | 31.10.2010      |
| Заславський Євген Євгенович | Сільський голова, 1978 року народження, освіта вища, член Всеукраїнського об'єднання «Батьківщина» | 31.10.2010   |                 |

Примітка: таблиця складена за даними джерела

## Загальні відомості
Історична дата утворення: в 1939 році.
В Маковичівській сільській раді працює 2 школи: 1 початкова і 1 середня, 2 клуби, бібліотека, 2 медичних заклада, 1 відділення зв'язку, 1 АТС на 100 номерів, 5 торговельних закладів.
Всі села сільської ради газифіковані. Дороги здебільшо з ґрунтовим покриттям. Стан доріг задовільний.
На території сільської ради проходить Автошлях Т 0311 Седлище-Горохів.

## Населення
Згідно з переписом УРСР 1989 року чисельність наявного населення сільської ради становила 944 особи, з яких 428 чоловіків та 516 жінок.
За переписом населення України 2001 року в сільській раді мешкало 905 осіб.

### Мова
Розподіл населення за рідною мовою за даними перепису 2001 року:
| Мова       | Відсоток |
| ---------- | -------- |
| українська | 99,78 %  |
| російська  | 0,22 %   |